# Птичье (Николаевская область)
Птичье (укр. Птиче) — село в Доманёвском районе Николаевской области Украины.
Основано в 1930 году. Население по переписи 2001 года составляло 79 человек. Почтовый индекс — 56445. Телефонный код — 5152. Занимает площадь 0,443 км².

## Местный совет
56445, Николаевская обл., Доманёвский р-н, с. Акмечетские Ставки, ул. Центральная, 7